# Džongsang Ri
Džongsang Ri (také Džongsong Ri, anglicky Jongsang Ri, Jongsong Ri, Jongsong Peak) je hora v pohoří Himálaj na hranici mezi Nepálem, Indií a Čínskou lidovou republikou. Vrchol je vysoký 7462 m n. m.

## Prvovýstup
První výstup uskutečnil 3. června 1930 Němec Herman Hoerlin a Rakušan Erwin Schneider, kteří byli účastníky expedice s Frankem Smytem, Ulrichem Wielandem, Marcelem Kurzem, Cering Norbou, Levou a G. O. Dyhrenfurtem. Tito ostatní horolezci dosáhli vrcholu 8. června.